# 위해대광화국제학교
위해대광화국제학교(威海大光华国际学校, Weihai Daguanghua International School)는 중국 산둥성(산동성, 山东省) 웨이하이(위해, 威海)에 있는 초·중·고등과정의 중국 인문계 사립 국제학교이다.

## 학교 연혁
- 2003년 6월: 중국 위해대광화국제학교 설립인가 및 개교 [중국 산둥성 웨이하이 교육국 인가, 인문계 사립 국제학교]
- 2003년 9월: 제1회 중국부 신입생 입학
- 2004년 9월: 위해대광화국제학교 한국부 설립(2011년 폐지)
- 2011년 7월: 위해대광화국제학교 국제부 설립
- 2011년 7월: 위해대광화국제학교 국제부 김춘명 이사장 취임
- 2012년 6월: 신현주 국제부 교장 부임(전 북일고, 북일여고 교장 역임)
- 2013년 3월: 중국 산둥대 위해분교와 MOU 체결(한국 국민대, 경희대, 인천대, 중국 저장대)
- 2014년 6월: 위해대광화국제학교 국제부 제1회 졸업
- 2015년 6월: 위해대광화국제학교 국제부 제2회 졸업
- 2016년 6월 17일: 위해대광화국제학교 국제부 제3회 졸업
- 2017년 6월 16일: 위해대광화국제학교 국제부 제4회 졸업
- 2018년 6월 15일: 위해대광화국제학교 국제부 제5회 졸업
- 2019년 6월 6일: 위해대광화국제학교 국제부 제6회 졸업
- 2020년 6월 19일: 위해대광화국제학교 국제부 제7회 졸업
- 2021년 6월 4일: 위해대광화국제학교 국제부 제8회 졸업